# Кузнецов, Лев Александрович
Лев Александрович Кузнецов (1934—2015) — советский учёный-ботаник, народный депутат СССР от научных обществ и ассоциаций при Академии наук СССР.

## Биография
Родился 19 декабря 1934 года в Ленинграде в семье юриста.
В 1957 году закончил биологический факультет Ленинградского государственного университета по специальности геоботаник и учитель биологии. C 1957 по 1994 год работал на кафедре ботаники в Ленинградском педагогическом институте имени Герцена. С 1994 по 2001 год работал в Областном институте имени А. С. Пушкина.
Изучал пустыни Приаралья, в том числе экосистему острова Барсакельмес. В течение 40 лет изучал процессы высыхания Аральского моря. Участвовал в научно-публицистической экспедиции «Арал-88».
В 1980-х годах несколько лет проработал на Кубе. Имел награды от правительства Кубы. Был в командировках в Кении и Боливии, Йемене, Польше.
Много уделял вопросам преподавания ботаники в школе. Соавтор школьного учебника по основам экологии. Организатор экологических школ в Ленинградской области. С 2001 до 2011 год работал в Ленинградском открытом университете развития образования.
Был членом президиума Всесоюзного ботанического общества, а потом и Русского ботанического общества, членом и председателем ревизионной комиссии, руководил секцией ботанического образования.
В 1989 году был выдвинут кандидатом в народные депутаты СССР от Всесоюзного ботанического общества по квоте научных обществ и ассоциаций при АН СССР. Народным депутатом от научных обществ был избран в числе 10 депутатов и Кузнецов Лев Александрович — на тот момент старший преподаватель кафедры ботаники Ленинградского государственного педагогического института им. А. И. Герцена, председатель секции Всесоюзного ботанического общества, город Ленинград, член КПСС (за 219 голосов, против 131 голос).
Умер в 2015 году в Санкт-Петербурге.

## Работы
- Боенко Н. И., Зобов Р. А., Кузнецов Л. А., Основы экологии. Учебник для 9 класса средней школы. М. 1998. 191 с.
- Современное состояние Аральского моря в условиях прогрессирующего осолонения [Текст] / АН СССР ; под ред. Н. В. Аладина и Л. А. Кузнецова. — Ленинград : Зоол. ин-т РАН, 1990. — 153 с. : ил. — (Труды Зоологического института; т. 223).
- Kuznetzov L. 1991. Influence of the fall in water level of the Aral Sea on surrounding terrestrial ecosystems. — Salinet. 5: 48.
- Menendez R., Castilla R., Pelicie O., Rejes D., Berazain R., Kuznetzov L. 1986. Introdusción al estudio de la vegetación y la flora de la parte costera de la region de Baconao. — Revista Jard. Bot. Nac. Univ. Habana. 7(1): 37—47.